# مزانتر
در کالبدشناسی مِزانتر  به چین‌خوردگی‌های دو لایه صفاق می‌گویند که روده باریک را به دیواره عقبی شکم متصل می‌کند.
مِزانتر را در قدیم ماساریقا و حاویه هم می‌نامیدند.

## بندها
بند اتصال‌دهنده پس‌روده (کولون) عرضی به دیواره خلفی شکم را مزوکولون می‌گویند. صفاقی که کولون عرضی را به دیواره عقبی شکم متصل می‌کند، مزوکولون عرضی Transvers mesocolon نام دارد. صفاقی که کولون سیگموئید را به دیواره عقبی شکم وصل می‌کند، مزوکولون سیگموئید Sigmoid mesocolon یا مزوکولون لگنی Pelvic mesocolon نام دارد.

## کناره‌ها
مزانتر رودهٔ کوچک (مزانتر حقیقی) یک چین بادبزنی شکل پهن از صفاق است که قوس‌های ژژونوم و ایلئوم را از دیوارهٔ خلفی شکمی آویزان نگه می‌دارد.
کناره‌های آن:
- الف: کناره اتصال یافته یا ریشهٔ مزانتر ۶ اینچ طول دارد و به صورت مایل به طرف پایین و راست کشیده شده، از خم دوازدهه‌ای‌تهی‌روده‌ای (دئودنوژژنال) (در کنار چپ مهرهٔ L2) تا بخش فوقانی مفصل خاجی‌تهیگاهی (ساکروایلیاک) راست امتداد می‌یابد. این کنار از روی ساختمان‌های زیر عبور می‌کند:

۱_ قسمت سوم دوازدهه، در جایی که عروق مزانتریک فوقانی وارد مزانتر می‌شوند.
۲_ آئورت شکمی
۳_ I.V.C
۴_ میزنای راست
۵_ پسواس ماژور راست
- ب: کنار آزاد یا روده‌ای ۶ متر طول دارد و با اتصال به روده و دربر گرفتن آن صفاق احشایی را تشکیل می‌دهد ارتفاع مزانتری در بخش مرکزی آن به حداکثر خود می‌رسد (۸ اینچ) اما این ارتفاع به تدریج به طرف دو انتها کاهش می‌یابد.

## توزیع چربی
چربی بیشتر در بخش تحتانی مزانتر تجمع یافته‌است. این چربی از ریشه تا کنار روده ای گسترش دارد. بنابراین در بخش فوقانی مزانتر چربی کمتری نسبت به ریشه تجمع می‌یابد.
- نزدیک کنار روده‌ای مناطق بیضوی یا دایره‌ای شفاف و عاری از چربی به نام پنجره وجود دارد.

## نگارخانه

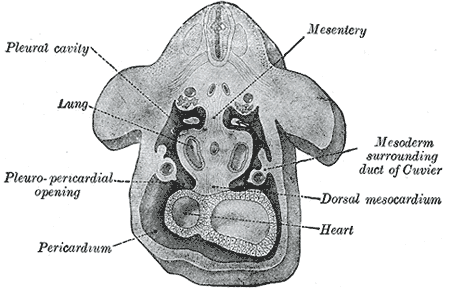
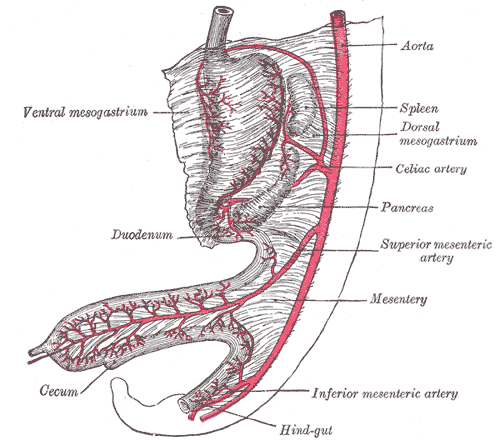

## محتویات
۱_ شاخه‌های ژژنال و ایلئال شریان مزانتریک فوقانی
۲_ سیاهرگ‌های همراه سرخرگ‌ها
۳_ شبکهٔ عصبی اتونومیک
۴_ لنفاتیک‌ها (لاکتئال‌ها)
۵_ ۱۰۰ تا ۲۰۰ غدهٔ لنفاوی
۶_ بافت همبندی همراه با چربی